# Стаффорд (Нью-Йорк)
Стаффорд (англ. Stafford) — місто (англ. town) в США, в окрузі Дженесі штату Нью-Йорк. Населення — 2424 особи (2020).

## Демографія
Згідно з переписом 2010 року, у місті мешкало 2459 осіб у 1013 домогосподарствах у складі 719 родин. Було 1151 помешкання
Расовий склад населення:
| - 97,8 % — білих - 0,7 % — чорних або афроамериканців - 0,4 % — азіатів - 0,2 % — корінних американців |

До двох чи більше рас належало 0,8 %. Частка іспаномовних становила 1,1 % від усіх жителів.
За віковим діапазоном населення розподілялося таким чином: 19,2 % — особи молодші 18 років, 63,8 % — особи у віці 18—64 років, 17,0 % — особи у віці 65 років та старші. Медіана віку мешканця становила 45,4 року. На 100 осіб жіночої статі у місті припадало 101,7 чоловіків;  на 100 жінок у віці від 18 років та старших — 102,7 чоловіків також старших 18 років.
Середній дохід на одне домашнє господарство  становив 62 434 долари США (медіана — 50 781), а середній дохід на одну сім'ю — 82 711 долар (медіана — 74 783). Медіана доходів становила 46 114 долари для чоловіків та 33 125 доларів для жінок. За межею бідності перебувало 10,9 % осіб, у тому числі 13,9 % дітей у віці до 18 років та 6,3 % осіб у віці 65 років та старших.
Цивільне працевлаштоване населення становило 1246 осіб. Основні галузі зайнятості: освіта, охорона здоров'я та соціальна допомога — 21,9 %, виробництво — 15,3 %, мистецтво, розваги та відпочинок — 13,3 %, роздрібна торгівля — 11,6 %.